# 叶里门多
51°37′16″N 73°06′39″E / 51.62104°N 73.11082°E
叶里门多是哈萨克斯坦阿克莫拉州的一个城镇，海拔391米，2012年人口14169。